# Čaňa
Čaňa (ungarisch Hernádcsány – bis 1902 Csany – älter auch Csány oder Abaújcsány) ist eine Gemeinde im Südosten der Slowakei. Sie ist mit ca. 5000 Einwohnern nach Moldava nad Bodvou die zweitgrößte Gemeinde im Okres Košice-okolie und Standort einer Zweigstelle der Verwaltung des Okres.

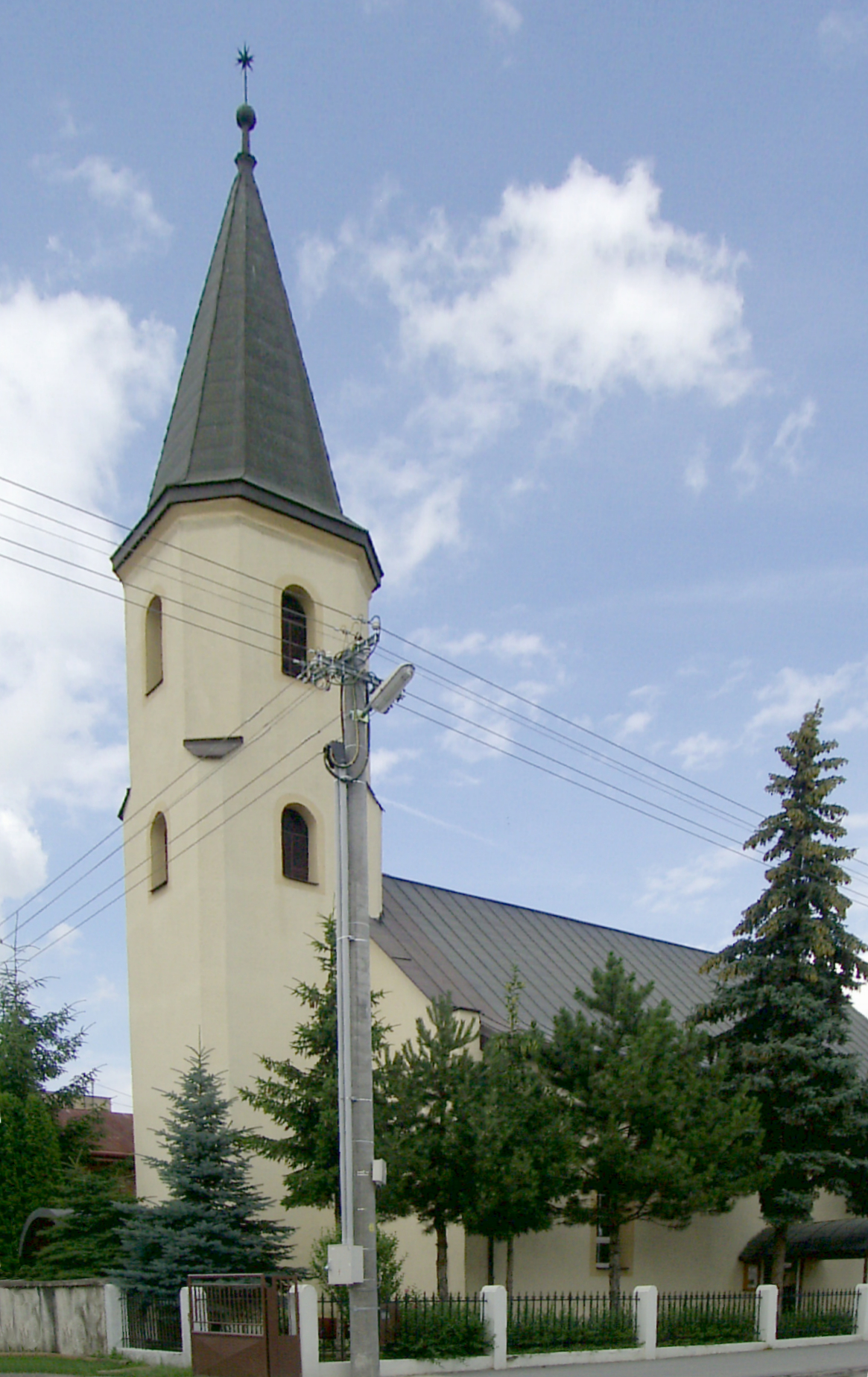
Reformierte Kirche in Čaňa

Die Gemeinde Čaňa liegt etwa zehn Kilometer südöstlich von Košice am rechten Ufer des Hornád und nur wenige Kilometer von der Grenze nach Ungarn entfernt. Das Hornádtal ist in der Umgebung Čaňas bereits sehr breit und Teil des Talkessels Košická kotlina. Östlich von Čaňa erhebt sich der Gebirgszug Slanské vrchy mit dem 900 Meter hohen Veľký Milič.
Čaňa ist von vier teils künstlich angelegten Seen umgeben (Čanianske jazerá). Zwei Seen sind vor allem im Sommer beliebte Anziehungspunkte für Touristen, insbesondere aus der nahen Großstadt Košice. Die Lage an den Seen und die Nähe zu Košice haben in den letzten Jahren zu einem starken Bevölkerungsanstieg geführt. 1991 hatte die Gemeinde 4127 Einwohner, 2008 waren es bereits 5016 Einwohner. Čaňa ist Schulstandort (Gymnasium) und hat die Funktion eines Zentrums für die umliegenden Gemeinden.
Nachbargemeinden von Čaňa sind Geča im Norden, Nižná Myšľa im Nordosten, Ždaňa im Südosten, Trstené pri Hornáde im Süden, Gyňov und Belža im Südwesten sowie Haniska im Westen.
Westlich von Čaňa führt die Fernstraße 68 (Europastraße 71) von Košice in das ungarische Miskolc. Der Bahnhof der Gemeinde Čaňa liegt an der zur Fernstraße parallel verlaufenden Bahnstrecke Košice–Hidasnémeti.
Der Ort wurde im Jahr 1164 erstmals schriftlich erwähnt. Bis 1918 gehörte die Gemeinde im Komitat Abaúj-Torna zum Königreich Ungarn und kam dann zur neu entstandenen Tschechoslowakei. Durch den Ersten Wiener Schiedsspruch kam sie von 1938 bis 1945 kurzzeitig wieder zu Ungarn.
Die reformierte Kirche stammt aus dem Jahr 1443, die römisch-katholische Kirche wurde 1947 erbaut.
Die Bevölkerung der Gemeinde Čaňa besteht zu 91 % aus Slowaken, 13 % der Bewohner sind Roma. 73 % der Einwohner bekennen sich zur Römisch-katholischen Kirche, 2 % der Einwohner gaben griechisch-katholisch und ca. 1 % reformiert als Konfession an.

## Bevölkerung
| Jahr                | 1994 | 2004     | 2014     | 2024    |
| ------------------- | ---- | -------- | -------- | ------- |
| Anzahl der Personen | 4347 | 5013     | 5750     | 6102    |
| Unterschied         |      | +15,32 % | +14,70 % | +6,12 % |

| Jahr                | 2023 | 2024    |
| ------------------- | ---- | ------- |
| Anzahl der Personen | 6051 | 6102    |
| Unterschied         |      | +0,84 % |

## Belege
1. ↑  Hustota obyvateľstva - obce [om7014rr_obc=AREAS_SK, v_om7014rr_ukaz=Rozloha (Štvorcový meter)]. Statistical Office of the Slovak Republic, 31. März 2025, abgerufen am 31. März 2025 (slowakisch).
2. ↑  Počet obyvateľov podľa pohlavia - obce (ročne) [om7101rr_obce=AREAS_SK]. Statistical Office of the Slovak Republic, 31. März 2025, abgerufen am 31. März 2025 (slowakisch).
3. ↑  Statistikportal MOŠ (Seite nicht mehr abrufbar. Suche in Webarchiven)
4. 1 2  Počet obyvateľov podľa pohlavia - obce (ročne) [om7101rr_obce=AREAS_SK]. Statistical Office of the Slovak Republic, 31. März 2025, abgerufen am 31. März 2025 (slowakisch).